# Rau trai nước
Thài lài nước hay trai nước, tên khoa học Commelina paludosa, là một loài thực vật có hoa trong họ Commelinaceae. Loài này được Blume miêu tả khoa học đầu tiên năm 1827.